# إسحاق موراليس
إسحاق موراليس (بالإنجليزية: Isaac Morales)‏ هو لاعب كرة قدم أمريكية أمريكي، ولد في 29 ديسمبر 1983 في كانيون في الولايات المتحدة.